# Zakalliao
Zakalliao (ou Zakalliao Guiziga, Zakaliao) est un village du Cameroun situé dans la commune de Meri, le département du Diamaré et la Région de l'Extrême-Nord. Il fait partie du canton de Kalliao.

## Population
En 1974, la localité comptait 144 habitants, principalement des Guiziga.
Lors du dernier recensement de 2005, on y a dénombré 753 personnes, soit 336 hommes (44,62 %) pour 417 femmes (55,38 %). 

### Éducation
En 2016, il n’existe pas d’école à Zakalliao et le plan communal de développement (PCD) prévoit un plaidoyer pour la transformation de l’école des parents en école publique.